# Stari Majur
Stari Majur is een plaats in de gemeente Pakrac in de Kroatische provincie Požega-Slavonië. De plaats telt 35 inwoners (2001).